# 가와사키정 (미야기현)
가와사키정(일본어: 川崎町 가와사키마치[*])은 일본 미야기현 남부 시바타군의 정이다.

## 지리
미야기현 남부에 위치한 정이다. 자오산 기슭에 위치하며 구릉과 분지로 이루어져 있다 정령지정도시인 센다이시, 야마가타현 현청 소재지인 야마가타시에 끼어 있는 특징을 가진다. 현에 의한 지역권에서는 센난권에 포함되지만 도시권에서 보면 시바타군의 정은 센다이 도시권에 포함된다.
면적은 실제로는 불명확한데 이는 미야기현 자오정, 야마가타현 가미노야마시와의 경계가 확실히 정해지지 않았기 때문이다.

## 역사
- 1608~1610년 - 가와사키성이 축성되었다.
- 1889년 4월 1일 - 시정촌제 시행으로 마에카와촌, 이마슈쿠촌, 오노촌, 가와우치촌, 모토이사고촌이 합병해 가와사키촌이 되었다.
- 1948년 5월 3일 - 정으로 승격해 가와사키정이 되었다.
- 1955년 4월 20일 - 가와사키정, 도미오카촌이 합병해 현재의 가와사키정이 성립하였다.

## 인구
| 연도 | 인구   | ±%     |
| ---- | ------ | ------ |
| 1950 | 13,137 | —      |
| 1960 | 12,981 | −1.2%  |
| 1970 | 10,344 | −20.3% |
| 1980 | 10,636 | +2.8%  |
| 1990 | 10,797 | +1.5%  |
| 2000 | 10,871 | +0.7%  |
| 2010 | 9,978  | −8.2%  |

## 교통

### 도로
- 야마가타 자동차도
- 국도 286호선
- 국도 457호선(일본어판)